# Varennes-sur-Loire
Varennes-sur-Loire é uma comuna francesa na região administrativa da Pays de la Loire, no departamento de Maine-et-Loire. Estende-se por uma área de 22,66 km². Em 2010 a comuna tinha 1 872 habitantes (densidade: 82,6 hab./km²).